# Смирнов, Николай Григорьевич (государственный деятель)
Никола́й Григо́рьевич Смирно́в (15 декабря 1938, Горьковская область) — российский государственный деятель, заместитель Министра речного флота РСФСР (1980—1990), заместитель Министра транспорта Российской Федерации, руководитель Государственной службы речного флота (1997—2004), Действительный государственный советник Российской Федерации 2 класса, заслуженный машиностроитель Российской Федерации, лауреат премии Правительства Российской Федерации в области науки и техники.

## Биография
Родился 15 декабря 1938 года в деревне Прытково Тонкинского района Горьковской (ныне — Нижегородской) области.
В 1957 году окончил Горьковское речное училище по специальности «инженер-судоводитель». Трудовую деятельность начал третьим штурманом на дизель-электроходе «Литва» Волжского речного пароходства. В 1963 году окончил Горьковский институт инженеров водного транспорта по специальности «инженер-механик». Вступил в КПСС.
В 1963—1973 годах — инженер-технолог, а затем начальник производственного отдела Городецкого судоремонтного завода в городе Городец Горьковской области.
В 1973—1975 годах — начальник отдела машиностроения и кооперирования Министерства речного флота (Минречфлот) РСФСР. В 1975—1978 годах — секретарь партийного комитета Минречфлота РСФСР.
В 1978—1980 годах — инструктор сектора водного транспорта Отдела транспорта и связи ЦК КПСС.
С 21 марта 1980 по 11 октября 1988 года — заместитель Министра речного флота РСФСР по кадрам. С 11 октября 1988 по июль 1990 года — заместитель Министра речного флота РСФСР.
После упразднения Минречфлота РСФСР и создания в июле 1990 года Российского государственного концерна речного флота (Росречфлот) до 1992 года являлся заместителем председателя правления Росречфлота. После образования в начале 1992 года в структуре Министерства транспорта Российской Федерации (Минтранса России) Департамента речного транспорта (ДРТ) во главе с бывшим Министром речного флота Л. В. Багровым стал первым заместителем директора (директор ДРТ имел ранг первого заместителя Министра транспорта).
В 1992—1996 годах — первый заместитель директора Департамента речного транспорта Минтранса России. В апреле — декабре 1996 года — первый заместитель директора Федеральной службы речного флота России. Однако уже в августе 1996 года недавно созданная в структуре Минтранса России Федеральная служба речного флота Указом Президента Российской Федерации была упразднена с передачей своих функций обратно Минтрансу России. В течение полугода исполнял обязанности заместителя Министра транспорта и руководителя Службы речного флота Минтранса России.
С 5 мая 1997 по 15 января 2004 года — заместитель Министра транспорта Российской Федерации.
В рамках своих должностных обязанностей осуществлял руководство отраслевым блоком — Службой (позднее — Государственной службой) речного флота (Росречфлот), включавшей в себя следующие подразделения центрального аппарата Минтранса России: Департамент внутренних водных путей, Департамент регулирования производственной деятельности речного транспорта, Управление персонала и учебных заведений речного транспорта, Управление экономики и прогнозирования речного транспорта.
В течение 7 лет руководил речной отраслью, которая на тот момент включала в себя свыше 100 тысяч километров эксплуатируемых внутренних водных путей. 723 судоходных гидротехнических сооружения, около 28 тысяч речных и «река-море» судов различного класса и назначения, 16 бассейновых управлений водных путей и судоходства, включая ФГУП «Канал имени Москвы», 4 вуза, 17 речных училищ, 3 техникума, Российский речной регистр и Государственную речную судоходную инспекцию с сетями своих филиалов в бассейнах.
Внёс значительный вклад в сохранение речного транспорта и внутренних водных путей в период перехода страны на рыночные отношения. Под его руководством были разработаны Кодекс внутреннего водного транспорта Российской Федерации (Федеральный закон от 07.03.2001 № 24—ФЗ), Концепция развития внутреннего водного транспорта Российской Федерации на перспективу, ряд нормативных документов.
За создание системы обеспечения ресурса и безопасности функционирования металлоконструкций напорных гидротехнических сооружений на основе технологий отработки прочности ракетно-космической техники в составе коллектива был удостоен звания лауреата премии Правительства Российской Федерации 2000 года в области науки и техники.
В качестве руководителя российской делегации неоднократно участвовал в переговорах с делегациями многих стран мира по научно-техническому и производственному сотрудничеству, что способствовало совершенствованию и развитию речного транспорта.
В январе 2004 года был освобождён от занимаемой должности в связи с выходом на пенсию.
В 2004—2011 годах — Президент Ассоциации судоходных компаний (АСК). В 2011—2014 годах — вице-президент АСК. В 2013 году было принято решение об объединении АСК и Союза российских судовладельцев (СОРОСС) в единую организацию, которая в 2014 году была переименована в Российскую палату судоходства (РПС). В 2016 году РПС получила статус Общероссийского отраслевого объединения работодателей. Является советником Российской палаты судоходства.
Кандидат технических наук.
Живёт и работает в Москве.

## Квалификационный разряд (Классный чин)
- Действительный государственный советник Российской Федерации 2 класса (03.03.1999)[4];

## Награды
- Орден Дружбы (15.10.2001) [5] — за мужество, самоотверженность и высокий профессионализм, проявленные при ликвидации последствий наводнения в Республике Саха (Якутия);
- орден Трудового Красного Знамени (14.08.1986);
- орден «Знак Почёта» (02.04.1981);
- медали СССР и Российской Федерации;
- Заслуженный машиностроитель Российской Федерации (06.01.1994) [6];
- Лауреат премии Правительства Российской Федерации 2000 года в области науки и техники (19.03.2001) [7] — за создание системы обеспечения ресурса и безопасности функционирования металлоконструкций напорных гидротехнических сооружений на основе технологий отработки прочности ракетно-космической техники;
- Почётная грамота Правительства Российской Федерации (11.12.1998) [8] — за большой личный вклад в развитие речного транспорта России и многолетний добросовестный труд;
- Юбилейный нагрудный знак «В память 200-летия Управления водяными и сухопутными сообщениями» (2009)[9];

## Сочинения
- Смирнов Н.Г., Чижов А.М. Теория и устройство судов. М.: Транспорт, 1981 г. — 248 стр.
- Смирнов Н.Г. Теория и устройство судна. М.: Транспорт, 1992 г. — 224 стр.